# Jiří Kopsa
Jiří Kopsa (* 11. ledna 1945) je český politik KSČM, po sametové revoluci československý poslanec Sněmovny lidu Federálního shromáždění.

## Biografie
Pochází z Rakovnicka, většinu profesního a politického života strávil na Kladensku. Přes svou manželku má vazby i na Benešovsko. Pracoval na vysoké škole a také v podniku Poldi Kladno.
Ve volbách roku 1992 byl za KSČM, respektive za koalici Levý blok, zvolen do Sněmovny lidu (volební obvod Středočeský kraj). Ve Federálním shromáždění setrval do zániku Československa v prosinci 1992.
V senátních volbách roku 1996 kandidoval do horní komory českého parlamentu za senátní obvod č. 30 – Kladno, coby kandidát KSČM. Získal ale jen necelých 18 % hlasů a nepostoupil do 2. kola. Opětovně se o průnik do senátu pokusil v senátních volbách roku 2006, nyní za senátní obvod č. 41 – Benešov. Obdržel necelých 7 % hlasů a nepostoupil do 2. kola.
Angažoval se v komunální politice. V komunálních volbách roku 1994 byl za KSČM zvolen zastupitelem Kladna. Opětovně byl zvolen v komunálních volbách roku 1998 a komunálních volbách roku 2002. Profesně byl uváděn coby veřejný pracovník či politický pracovník. K roku 2003 je uváděn na postu mluvčího středočeské KSČM.
V komunálních volbách roku 2006 i komunálních volbách roku 2010 opětovně kandidoval do kladenského zastupitelstva, ale nebyl zvolen. Byl asistentem europoslance Miloslava Ransdorfa.